# Crannógs auf der Insel Coll

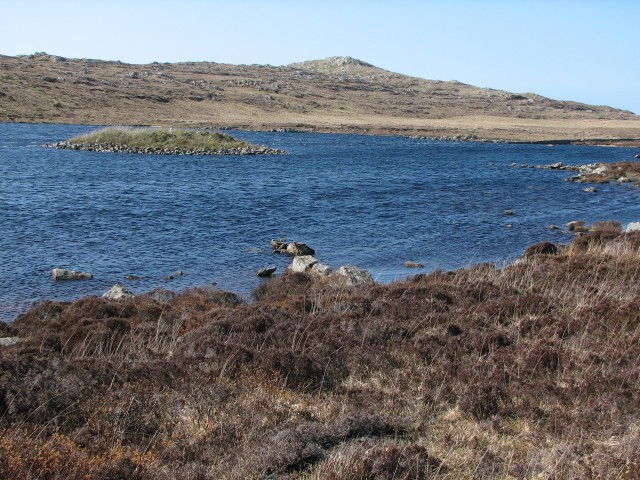
Der Crannóg Dùn Anlaimh im Loch nan Cinneachan

Die Crannógs auf der Insel Coll wurden von Mark Holley in den 1990er Jahren untersucht. Insgesamt sind heute neun Crannógs auf Coll bekannt, zwei weitere Plätze sind möglicherweise Crannógs. 1903 hatte Erskine Beveridge (1851–1920) noch 14 dieser künstlichen Inseln gezählt, eine beachtliche Zahl für die kleine Hebriden-Insel in Schottland. 

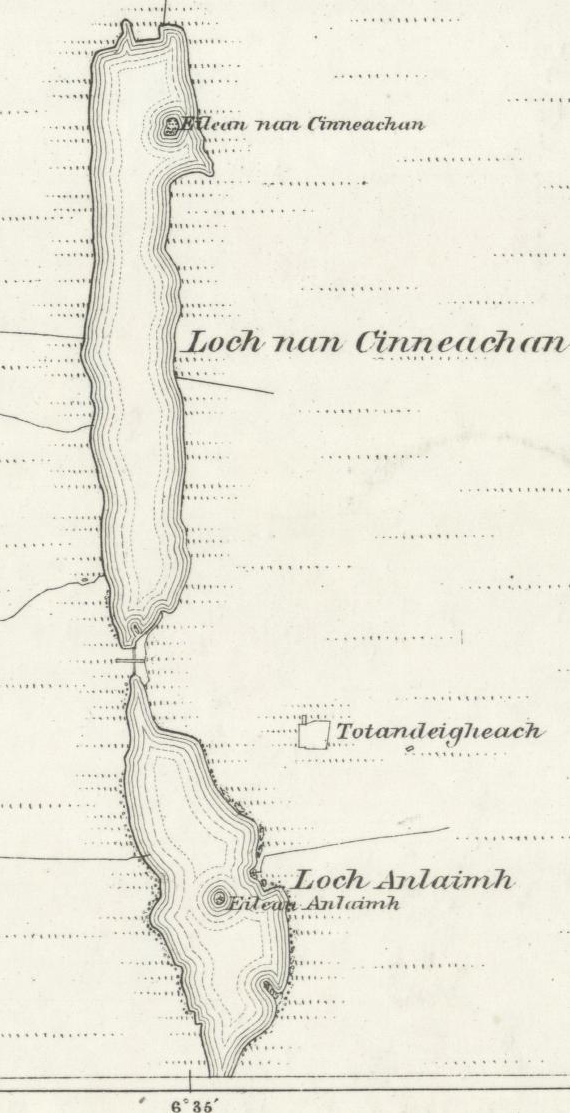
Loch nan Cinneachan und Loch Anlaimh

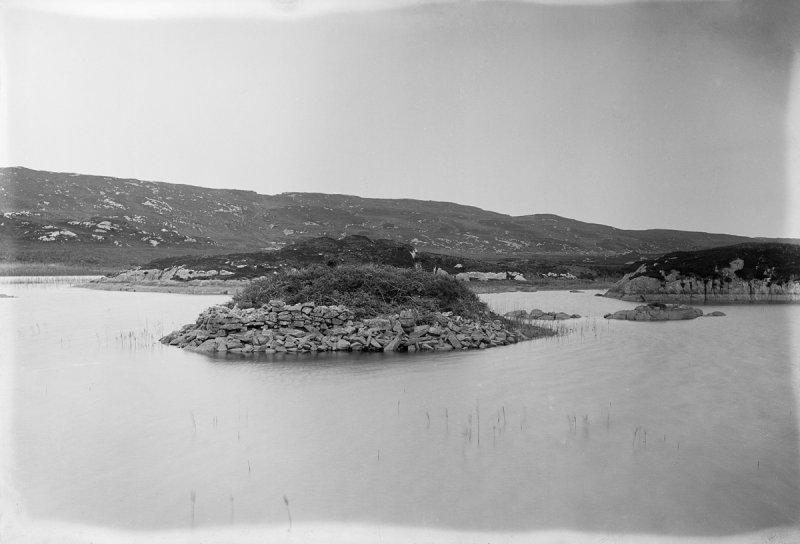
Crannóg im Loch an Dùin

Fast alle Crannógs sind oval und liegen im Durchmesser zwischen 15,5 auf 16 m und 28 auf 35 m. Die meisten sind von Schlamm und Torf bedeckt. Fast alle sollen der Überlieferung nach durch Dämme mit dem Festland verbunden gewesen sein. Die Untersuchung ergab jedoch, dass es nur sechs von ihnen tatsächlich waren. Diejenigen in den Lochs (Seen) Cinneachan, Anlaimh, An Duin und Cliad hatten Biegungen, was eine unter Wasser liegende Linienführung schwerer erkennbar macht. Defensive Funktionen sind ein Bindeglied schottischer Crannógs. Der Damm zu dem vermutlichen Crannóg von Bally Hough weist drei Lücken auf, die die gleiche Funktion erfüllt haben könnten. 
Die Untersuchung zeigte mehrere Eigenheiten, die zuvor nicht identifiziert worden waren, darunter einen Mahlstein. Das Vorhandensein dieses Artefakts kann darauf deuten, dass zumindest Teile von Coll vor 3000 Jahren landwirtschaftliche Anbauflächen waren. Eine Verbindung zur Landwirtschaft wird auch durch die Lage der Crannógs angezeigt. Über 75 % liegen in Tälern, die Spuren landwirtschaftlicher Nutzung zeigen. Dieser Kontext ist auch auf Mull und Tiree und im Loch Awe in Argyll and Bute auf dem Festland evident. 
Abschnitte, die zuvor von Torf bedeckt waren, wurden bei den Anlagen im Loch Urbhaig und Loch Fada entdeckt. Die Basen sub-rechteckiger Gebäude wurden im Loch Cliad und Loch Cinneachan erkannt. 

## Crannógs auf Coll
- Bally Hough, (möglicher Crannog)
- Breachacha, Eintrag zu Crannógs auf der Insel Coll in Canmore, der Datenbank von Historic Environment Scotland (englisch)
- Dun Anlaimh, im Loch Cinneachan Eintrag zu Crannógs auf der Insel Coll in Canmore, der Datenbank von Historic Environment Scotland (englisch)
- Eilean Anlaimh, im Loch Anlaimh
- Loch an Duin,
- Loch Cliad, Nr. 1
- Loch Cliad, Nr. 2
- Loch Cliad, Nr. 3 (möglicher Crannog)
- Loch Fada,
- Loch na Cloiche,
- Loch Urbhaig,